# Litoria verrucosa
Litoria verrucosa är en groddjursart som först beskrevs av Tyler och Martin 1977.  Litoria verrucosa ingår i släktet Litoria och familjen lövgrodor. IUCN kategoriserar arten globalt som livskraftig. Inga underarter finns listade i Catalogue of Life.